# Nicholas Mukomberanwa
Nicholas Mukomberanwa (* 1940 im Buhera-Distrikt nahe Ruwa, damals: Südrhodesien, heute: Simbabwe; † November 2002 Ruwa) war ein bedeutender Vertreter der ersten Generation moderner Bildhauer in Simbabwe.

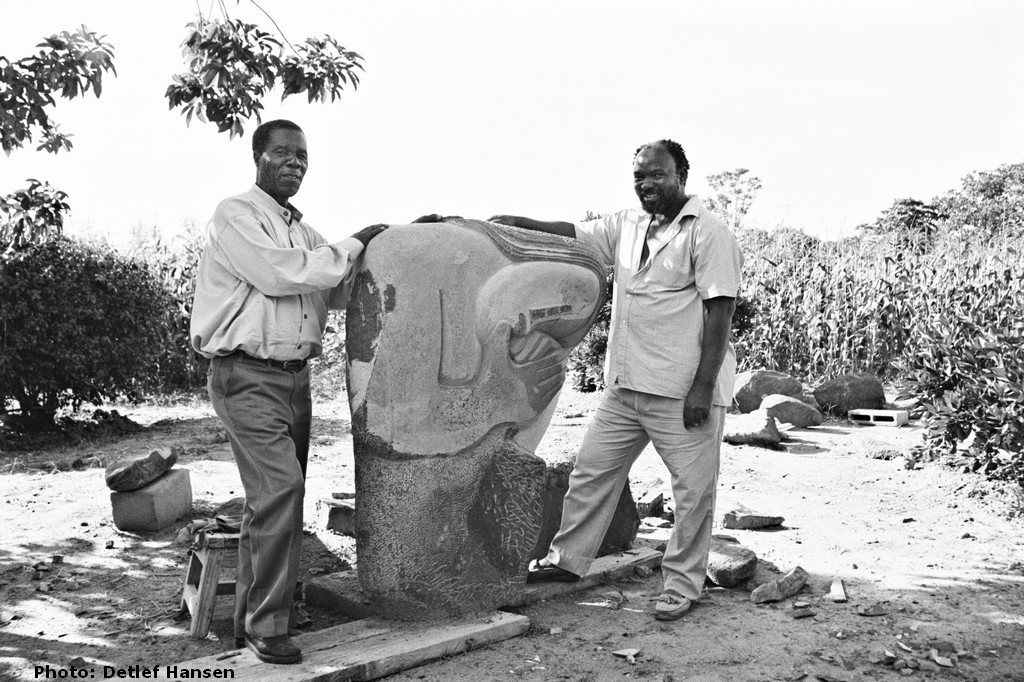
Nicholas Mukomberanwa (rechts) mit Joram Mariga, 1996

## Biographie
Nicholas Mukomberanwa verlebte seine Kindheit in ländlicher Umgebung, die sein späteres Werk grundlegend beeinflusste. An der Serima-Missionsschule wurden ihm die Bildwelten sowohl der christlichen Religion als auch der traditionellen afrikanischen Kunst nahegebracht, und er lernte die Kunst der Holzschnitzerei. Von den einengenden, starren künstlerischen Regeln, die ihm dort auferlegt wurden, konnte er sich befreien, nachdem er 1962 Frank McEwen, den Direktor der Nationalgalerie in Harare, getroffen hatte. Dessen kunstpädagogische Prinzipien erlaubten jungen Naturtalenten, sich ohne allzu viel Führung und Training aus sich selbst heraus frei zu entwickeln. Im Rückblick erscheint diese Philosophie McEwens als wichtigstes Element in Nicholas Mukomberanwas Werdegang. Noch während er hauptberuflich als Polizist arbeitete, begann er zu bildhauern und bald erschienen seine Werke auf internationalen Ausstellungen. 1976 machte er die Bildhauerei zu seiner Profession. 
Nicholas war ein zutiefst spiritueller Mensch. Ein Besuch auf seiner Farm führte unvermeidlich zu einem Gespräch über Heirat, Leben, Religion, Kunst, Bäume, Kinder, Liebe und Politik. Nur über Preise wollte er nie reden und überließ das Kunstgeschäft seinen – inzwischen ebenfalls verstorbenen – hochbegabten Söhnen Nicholas und Anderson, deren Werke – wie heute noch die der Söhne Lawrence und Taguma und der Töchter Netsai und Ennika – vom Naturtalent der Familie Mukomberanwa zeugen. Nicholas wird international als einer von Zimbabwes bedeutendsten Bildhauern angesehen; seine Werke stehen in vielen Sammlungen und Museen weltweit.

## Stil
Trotz seines Erfolges blieb Nicholas Mukomberanwa auf die Entwicklung seiner Kunst konzentriert: „there was always a question mark in my head - why is it good - why is it bad?“ Während er anfangs für die Darstellung von afrikanischen Kultfiguren und Szenen aus der Bibel sehr einfache runde Formen bevorzugt hatte, entwickelte er in den Sechzigern einen komplizierteren geometrischen Stil, den er in den Siebzigern unter Verwendung des harten Penhalonga-Serpentinits durch scharfe Linien und Flächen zu weitgehender Abstraktion steigerte, oft in überwältigender, an Henry Moore gemahnender, monumentaler Ausprägung. Einige seiner machtvollsten Skulpturen entstanden in den Achtzigern, als er die kühnen formalen Erfindungen seiner früheren Stile mit tief eingeschnittenen Oberflächen und selbstbewusst schwungvollen Kurven zu etwas unvergleichbar Eigenem verband. Er war ein Kenner der Shona-Kultur und sehr stolz auf sie. Es war ihm Quelle der Kraft und Motivation, sie zu bewahren und abzubilden.

## Ausstellungen
Gruppenausstellungen: 
London (1969, 1972, 1981, 1983, 1988), Oxford (1981, 1984), Paris (1970/71, 1987), Chicago (1974), Boston (1987), Frankfurt am Main (1985), Wien (1985), Rom (1987), Sydney (1985), Melbourne und Brisbane (1987), Harare (1978, 1982/83, 1989, 1993/94), Biennale Venedig (1990), Tokio (1992) und New York (1990/91, 1994/95, 1997)
Einzelausstellungen:
Johannesburg (1977/78), Harare (1979), London (1983/84), Los Angeles (1984), Auckland/Neuseeland (1991), Sydney (1991), Harare (1995 – Retrospektive in der National Gallery of Zimbabwe, wo er seit 1981 auch ständig vertreten ist).